# Skeumorfismus

Příklad grafického skeuomorfismu

Skeuomorf (/ˈskjuːəˌmɔːrf, ˈskjuːoʊ-/) je odvozený objekt (nebo jeho zobrazení), který imituje (pro objekt již nepotřebné) funkční prvky originálu. Skeuomorfismus označuje vytváření takovýchto skeuomorfů.

## Etymologie
Název pochází z řeckého skéuos, σκεῦος (nádoba) a morphé, μορφή (tvar, tvarovat). První použití je patrně z 90. let 19. století.

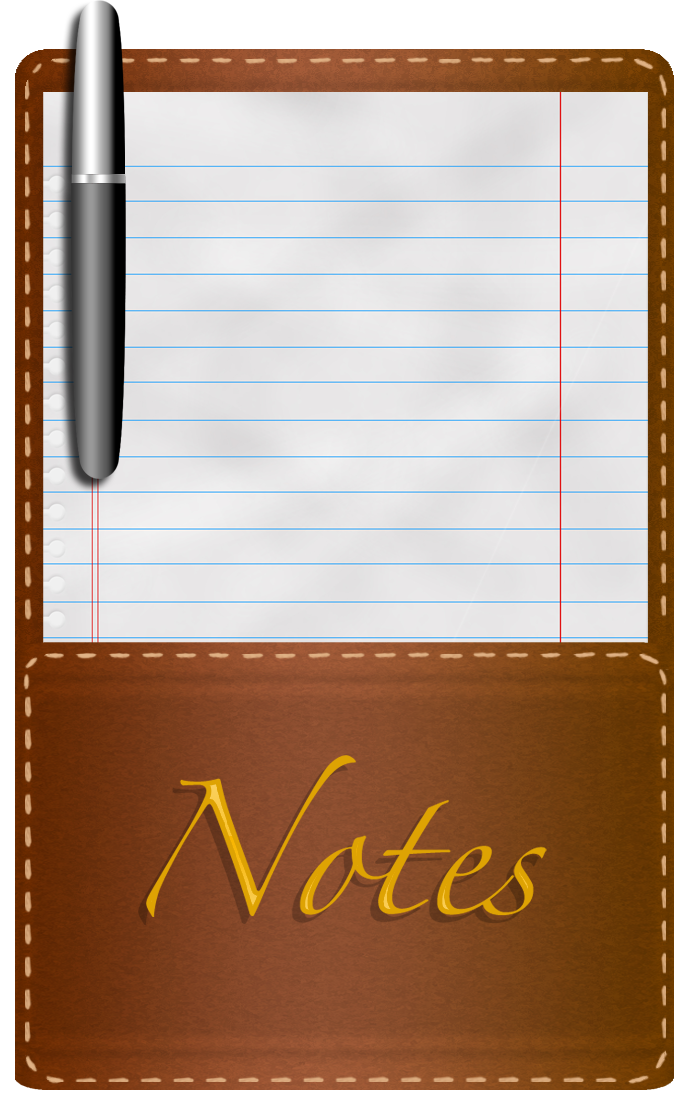
Na obrázku je kožený poznámkový blok vytvořený ve Photoshopu. Obsahuje pero, papír a zlatou výšivku. Toto je klasický příklad skeuomorfismu: vytvoření simulace skutečného objektu.

Hliněné nádoby z dob mínojské kultury s ornamenty nýtů, používaných u nádob ze dřeva a obručí, nebo reliéfy provazů pro uchycení jsou pravděpodobně nejstaršími skeumorfy a podle nich dostal termín své jméno.

## Grafický skeumorfismus
Soudobým a velmi častým příkladem je grafika uživatelského rozhraní počítačových programů nebo samotných operačních systémů (např. iOS do verze 6). Objevují se zde různá zaškrtávací políčka, posuvníky apod., velmi časté v audio software nebo webdesignu. Emulace nemusí zůstat jen u grafiky – například zvuky původního zařízení nebo zpoždění, které může být zapojeno, se může pokládat za součást skeumorfie. Opakem skeumorfismu v designu je plochý design, který se začal objevovat v druhém desetiletí 21. století (např. ve Windows 8) a v současnosti již převládá. Mezi nejčastější prvky skeumorfismu ve webdesignu patří: textury (leštěný kov, karton), džínovina nebo kůže včetně stehů, imitace pracovního prostoru (například kalendář, zápisník, pohlednice, kalkulačka, clipboard, visačka, lepicí papírky, cedulky připevněné lepicí páskou nebo kancelářskou sponkou), imitace trojrozměrného prostoru (vržené stíny, poličky, záložky, římsy) a reálně vypadající ovládací prvky.